# Прва обреновачка основна школа
Прва обреновачка основна школа је основана 1824. године и једна је од најстаријих основних школа у Србији.

## Историјат
Основна школа у Обреновцу (односно у Палежу) основана је 1824. године. Она се тада звала „обштествена”. То је управо она школа коју је Јоаким Вујић посетио октобра 1826. на свом „путешествију” по Србији и затекао првог учитеља Георгија Николића. Школа се налазилa у „црквеној порти” и имала је врло скороман намештај. Бројала је 15 ученика „изабраних по вољи родитељској и општинског суда”. О школи је бринула општина.
Број ученика у школи се полако повећавао и полако се уписују и женска деца. Школа постаје троразредна, а 1863. четвороразредна. Школског простора никад није било довољно, па се зато школа често селила из зграде у зграду, да би прва права школска зграда била озидана 1885. године. Ова зграда је и данас у употреби.
Краљ Петар Први Карађорђевић, приликом свог путовања и проласка кроз Обреновац, посетио је 12. маја 1904. године школу.
Светски ратови задали су много невоља ондашњим ученицима. Школске зграде су биле заузете од стране окупаторских војника. Настава је одржавана по кафанама и приватним кућама, у врло тешким условима. Радило се онолико колико су овдашњи услови дозвољавали. Садашња школска зграда подигнута је 1930. године. Пуни процват школа доживљава после Другог светског рата. Из године у годину, повећава се број ученика и одељења.
Почетком школске 1956/57, одлуком НОС-а и НОО-е у Обреновцу, образована је осмогодишња школа. Укупно је било 40 просветних радиника. На почетку школске године, у школи је било уписано 1314 ученика. У млађим разредима их је било 682, а у старијим 632. Следеће школске године, овој школи су припојене школе у Забрежју и Звечкој.
Одлуком надлежних власти 1959/1960. школске године дошло је до деобе обреновачке основне школе на две, са подједнаким бројем ученика и одељења. Наставни кадар је такође подељен. Прва, стара школа, добила је име ,,Јован Поповић”.
Школске 1994/1995. године школу је похађао 1361 ученик распоређен у 46 одељења. Овде су стицали знања и ученици из Кртинске, Уроваца и добрим делом из Ратара и Мислођина. Структура наставног кадра је побољшана, што се одразило на успех школе. Сви предмети су били стручно заступљени. Школа је носилац награде „Доситеј Обрадовић” као и Ордена заслуга за народ са сребрним зрацима.
СО Обреновац, доделила је ОШ „Јован Поповић” своје највеће признање – Плакету града Обреновца.
Основна школа „Јован Поповић” је вратила свој првобитни назив Прва обреновачка основна школа септембрa 2004. године. Млађи разреди су се уселили у дограђену нову зграду 2000. године.

## О школи
Наставу похађа 610 ученика распоређених у 26 одељења, 23 одељења у матичној школи у Обреновцу, два одељења у издвојеном одељењу у Кртинској и једно одељење у издвојеном одељењу у Уровцима. Број запослених радника износи 75. Настава одвија у две смене. У школи је организован продужени боравак за ученике првог и другог разреда. У склопу ванннаставних активности, организован је рад бројних секција.
Школа је опремљена савременим наставним средствима, има кабинетску наставу за ученике од петог до осмог разреда, рачунаре и пројекторе у свакој учионици, електронске табле, библиотеку са богатим књишким фондом (око 14.000 наслова) и савремену салу за физичко васпитање.
Први страни језик је енглески, а други страни језик је руски. У сарадњи са јапанском амбасадом, ученици необавезно уче и јапански језик.